# Duncan Passage
Duncan Passage är ett sund i Indien. Det ligger i den sydöstra delen av landet, 2 500 km sydost om huvudstaden New Delhi.